# A Császári és Királyi Hadsereg rendfokozatai (szárazföldi egységek)

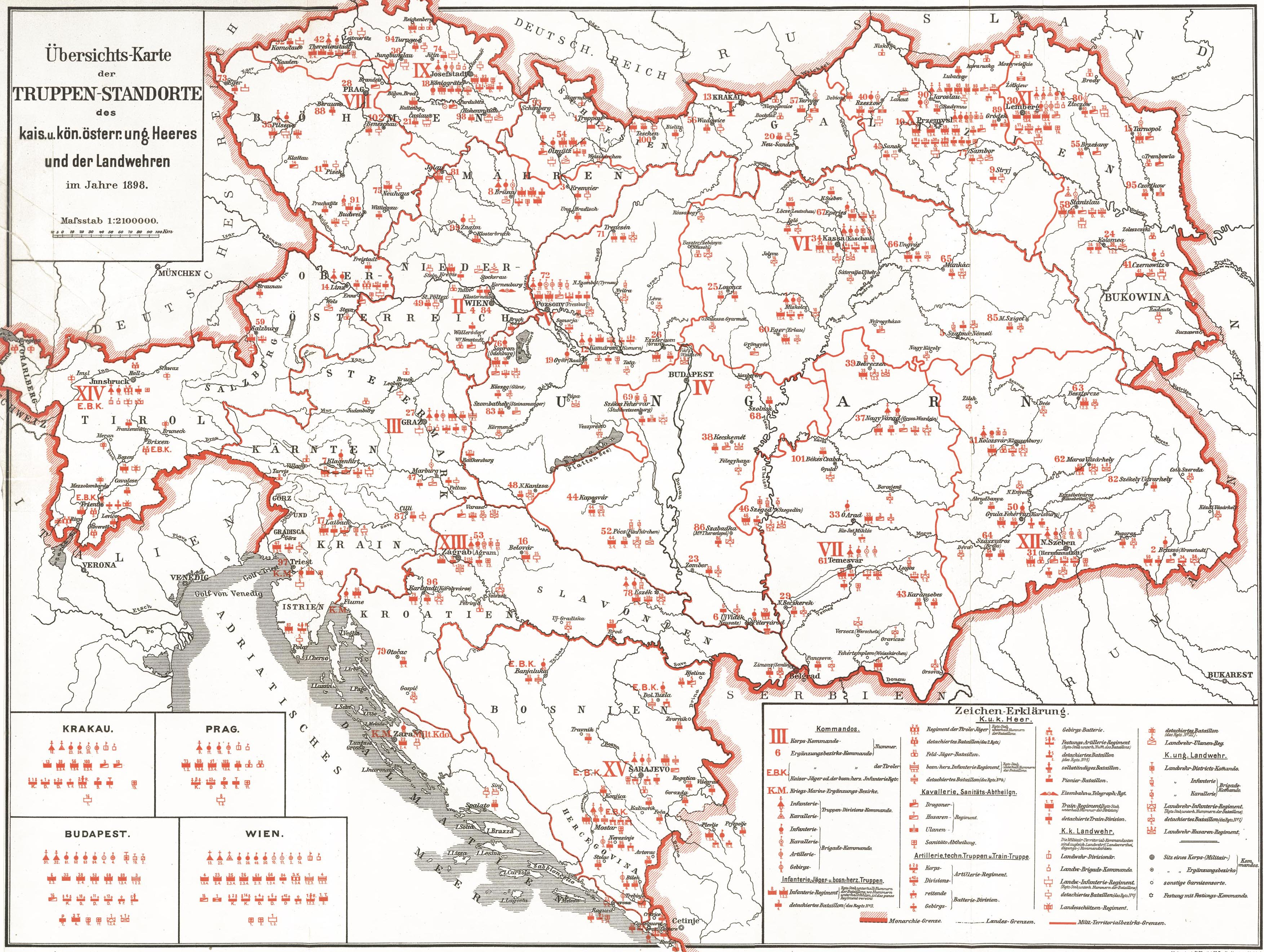
K. und k., császári és királyi katonai helyőrség-parancsnokságok 1898-ból

A Császári és Királyi Hadsereg szárazföldi egységeinek rendfokozatai az 1867 és 1918 közötti időszakban.

## Rendfokozatok

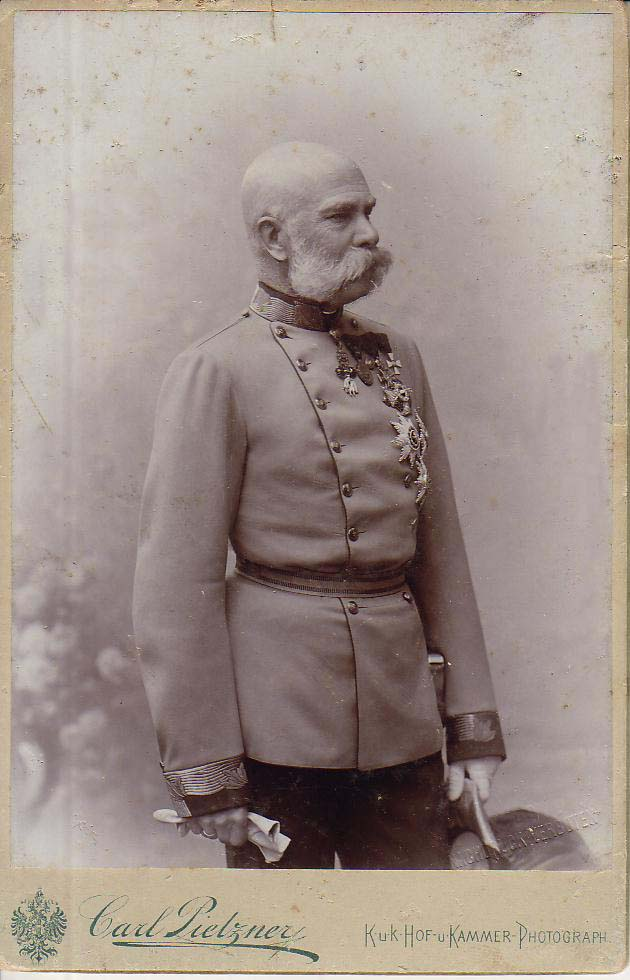
I. Ferenc József főparancsnok

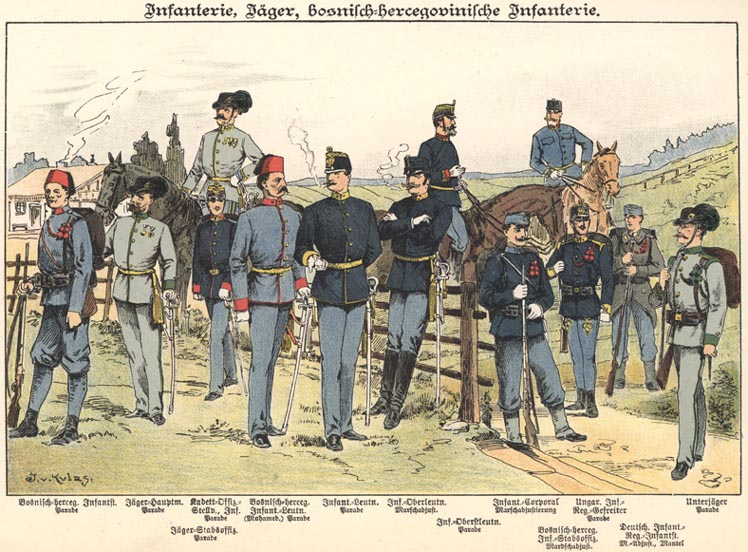
A Császári és Királyi Hadsereg gyalogsága 1898-ban

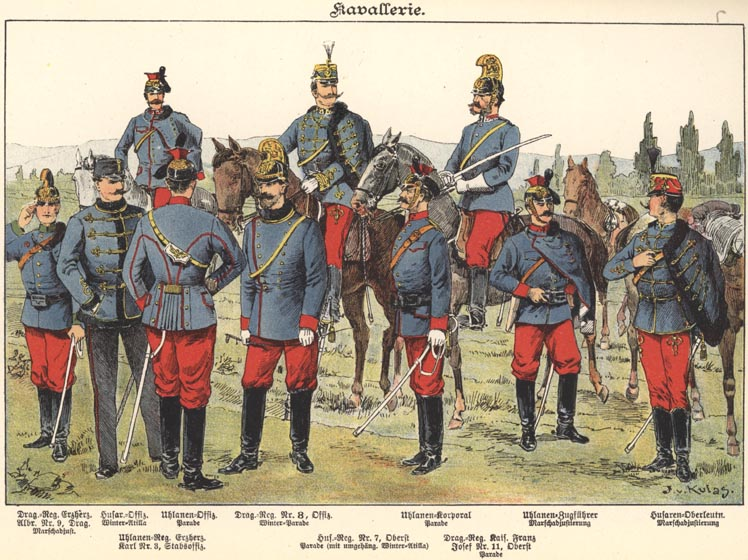
A Császári és Királyi Hadsereg lovassága 1898-ban

| Honvédek                                                      |                                                      |
| Soldat / Jäger / Schütze / Kanonier                           | Honvéd                                               |
| Tisztesek                                                     |                                                      |
| Gefreiter                                                     | Őrvezető                                             |
| Korporal                                                      | Tizedes                                              |
| Zugsführer                                                    | Szakaszvezető                                        |
| Altisztek                                                     |                                                      |
| Feldwebel                                                     | Őrmester                                             |
| Stabs-Feldwebel (1913 után)                                   | Törzsőrmester                                        |
| Offiziersstellvertreter (1915 után)                           | Tiszthelyettes                                       |
| Kadétok                                                       |                                                      |
| Kadett-Offiziersstellvertreter (1908-ig)                      | Hadapród-tiszthelyettes                              |
| Kadett (1908 után)                                            | Hadapród                                             |
| Fähnrich (1908 után)                                          | Zászlós                                              |
| Főtisztek                                                     |                                                      |
| Leutnant                                                      | Hadnagy                                              |
| Oberleutnant                                                  | Főhadnagy                                            |
| Hauptmann Rittmeister (lovassági alakulatoknál)               | Százados                                             |
| Törzstisztek                                                  |                                                      |
| Major                                                         | Őrnagy                                               |
| Oberstleutnant                                                | Alezredes                                            |
| Oberst                                                        | Ezredes                                              |
| Tábornokok                                                    |                                                      |
| Generalmajor                                                  | Vezérőrnagy                                          |
| Feldmarschallleutnant                                         | Altábornagy                                          |
| General der Infanterie General der Kavallerie Feldzeugmeister | Gyalogsági tábornok Lovassági tábornok Táborszernagy |
| Generaloberst (1915 után)                                     | Vezérezredes                                         |
| Feldmarschall                                                 | Tábornagy                                            |

## Rangjelzések a zubbony gallérján

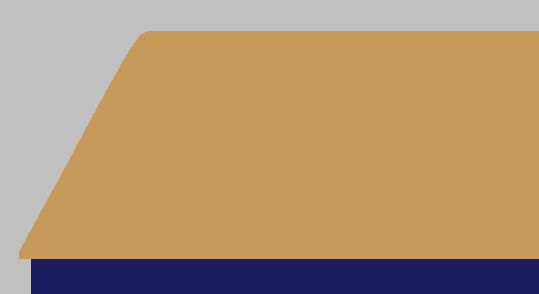
Honvéd
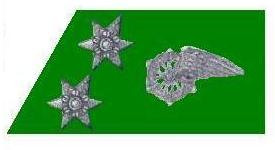
Tizedes Vasúti ezred
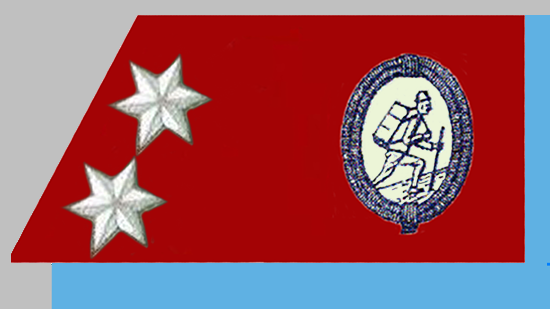
Tizedes Hegyi támogató szakasz
Szakaszvezető
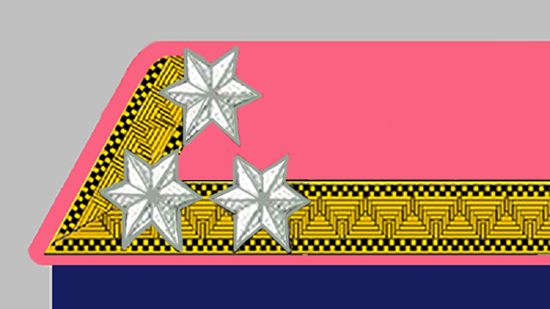
Őrmester
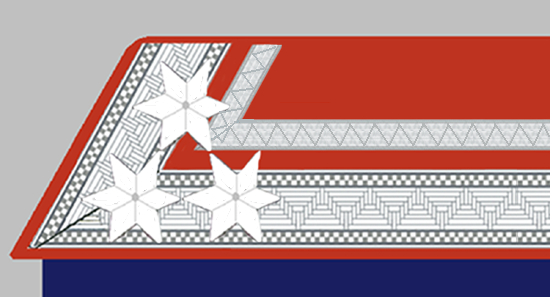
Törzsőrmester
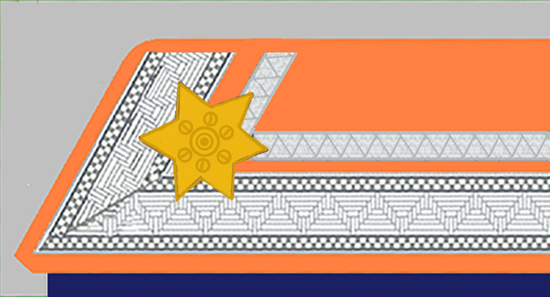
Tiszthelyettes
Hadapród
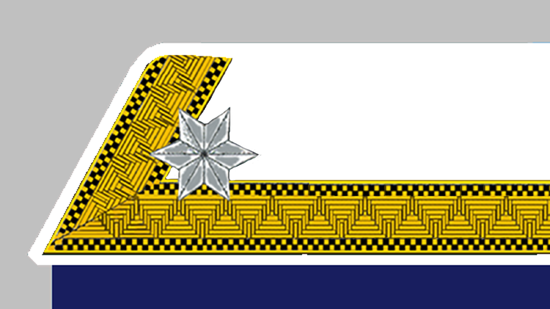
Hadapród-Tiszthelyettes (- 1908)
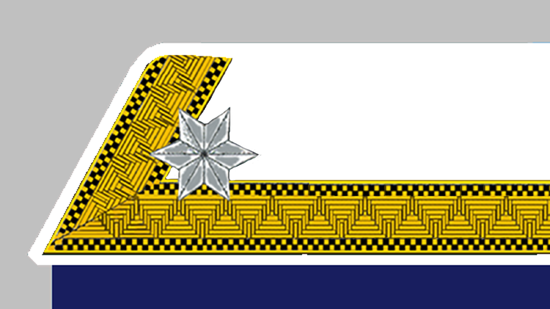
Zászlós (1908-1918)
Hadnagy
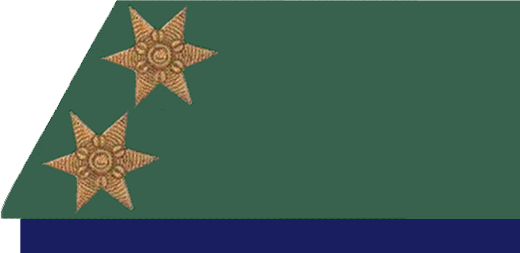
Főhadnagy
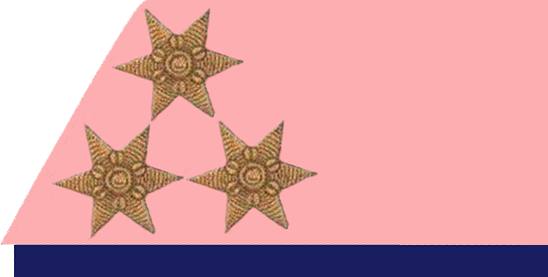
Százados
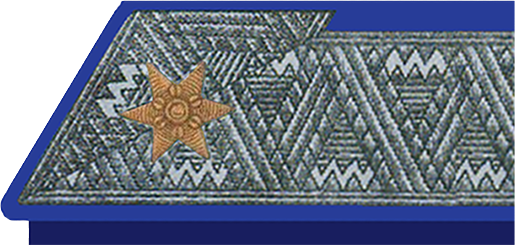
Őrnagy
Alezredes
Ezredes
Vezérőrnagy
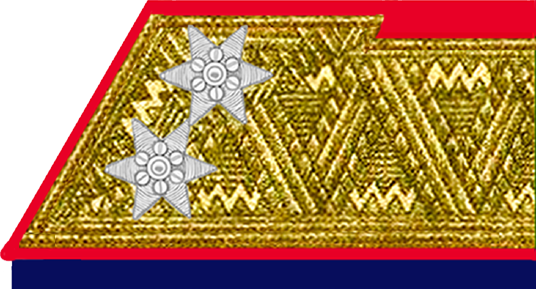
Altábornagy
Gyalogsági/lovassági/tüzérségi tábornok
Vezérezredes

## Képcsarnok

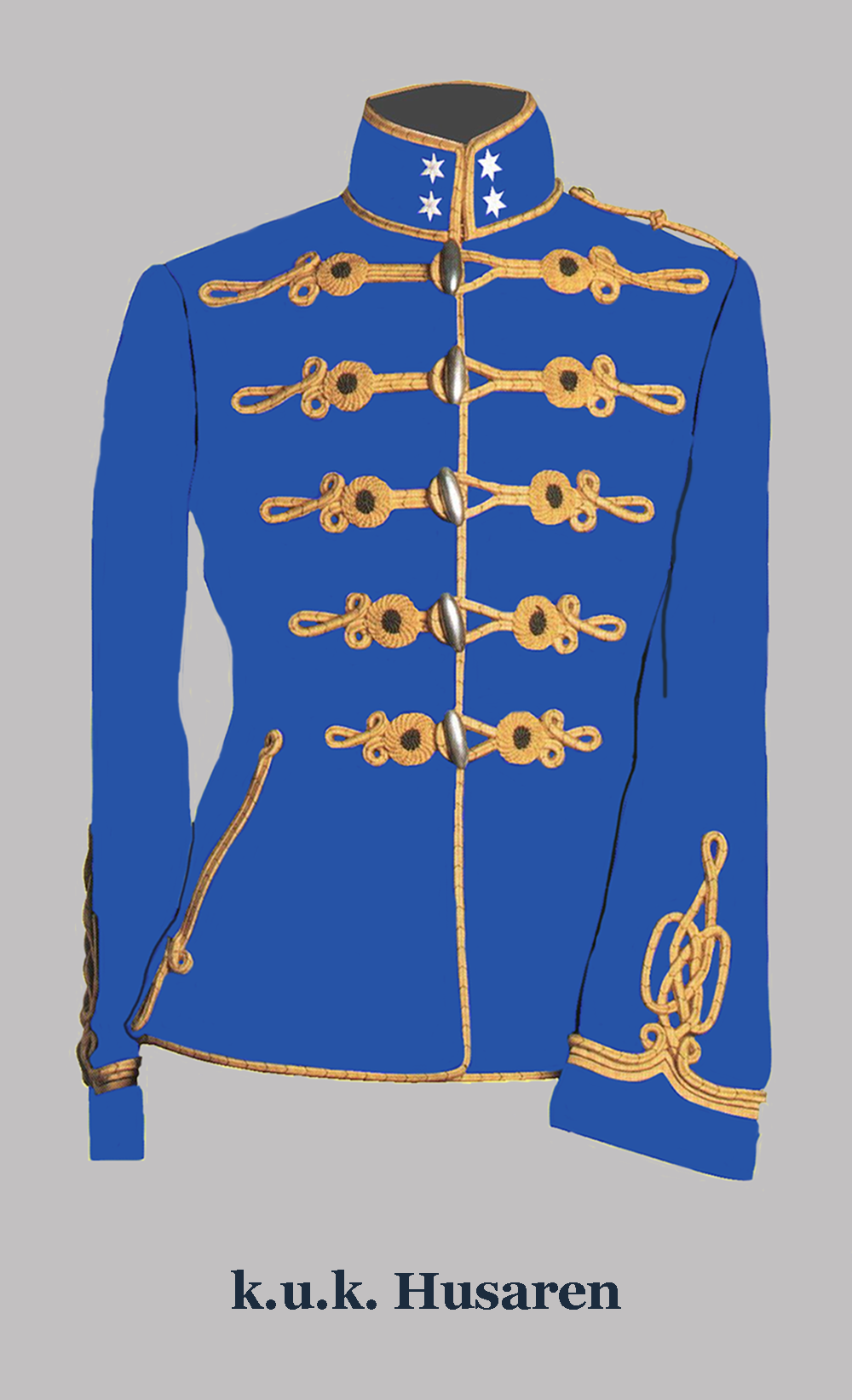
Tizedes (huszársági)
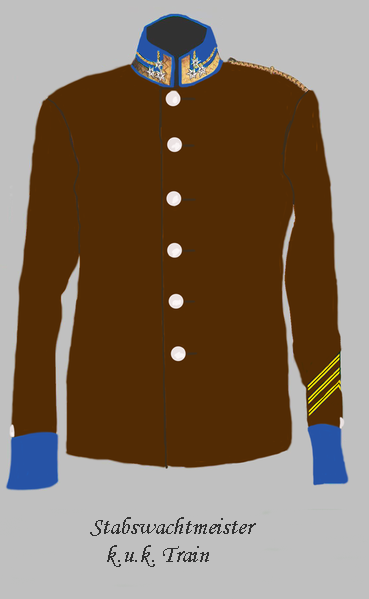
Törzsőrmester (logisztikai)
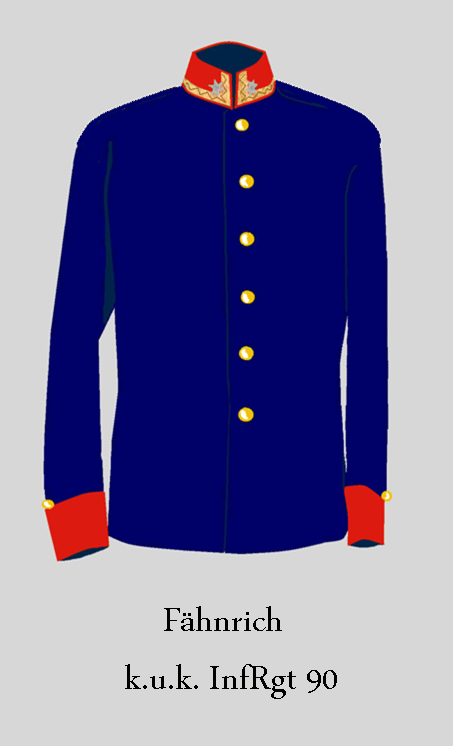
Zászlós (gyalogsági)
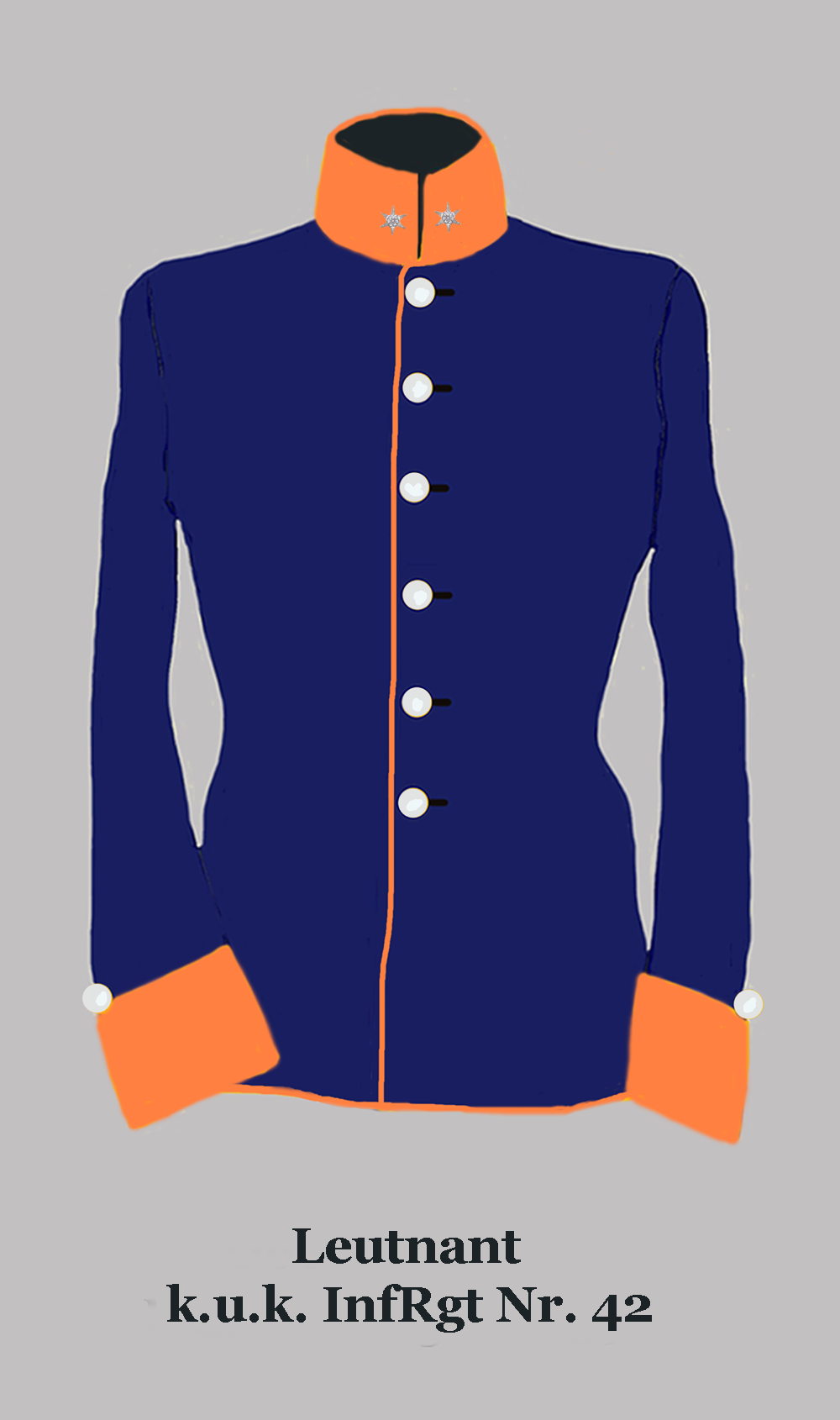
Főhadnagy (gyalogsági)
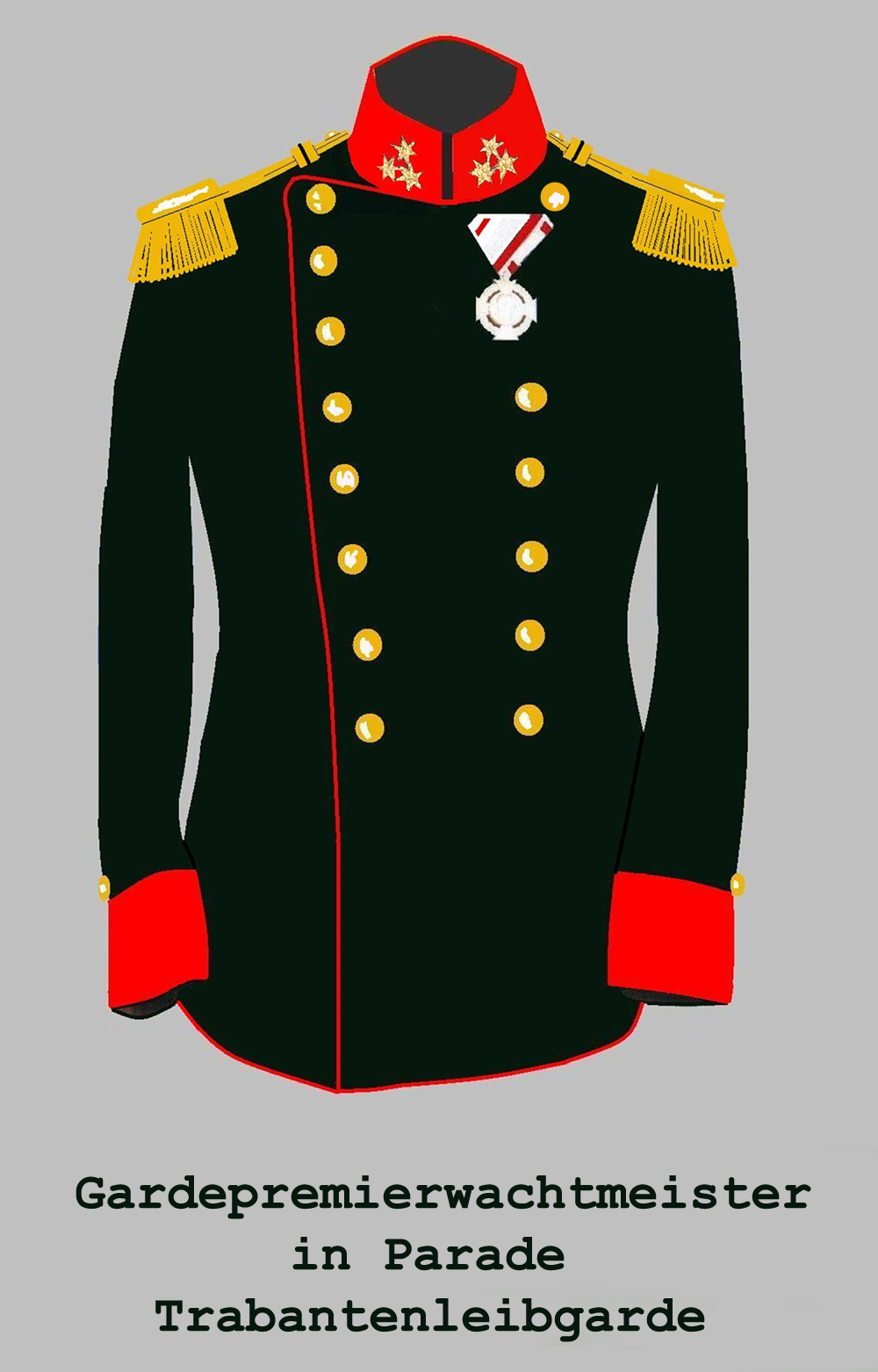
Százados (lovassági)
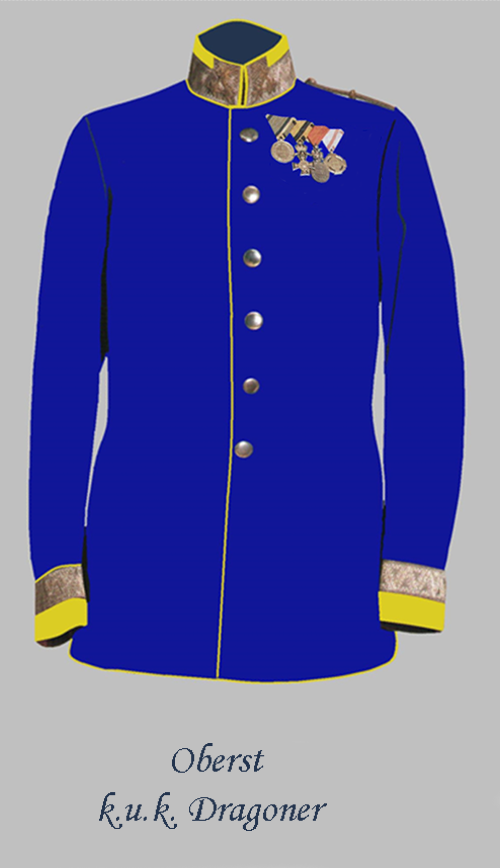
Ezredes (dragonyos)
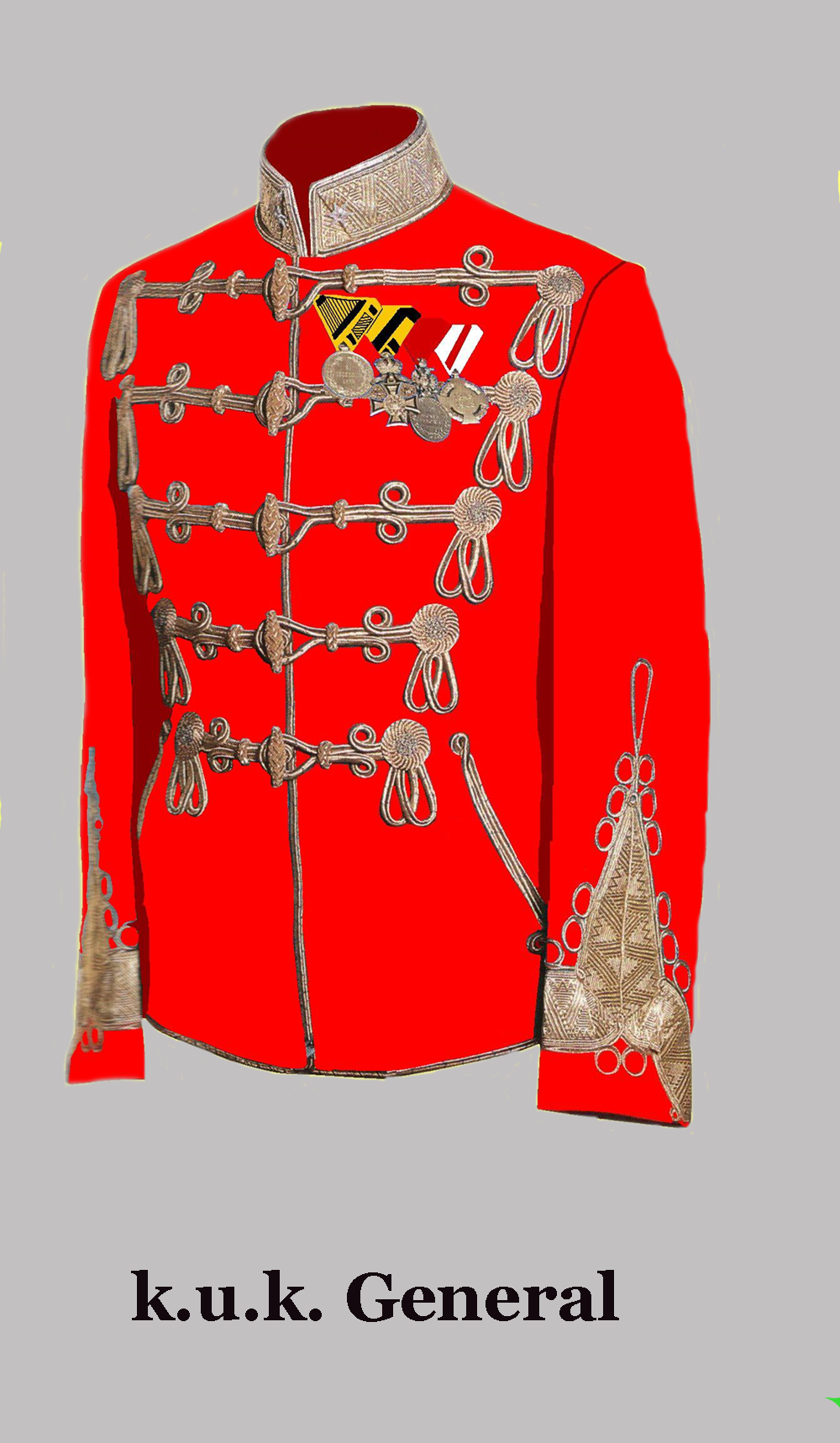
Vezérőrnagy (huszársági)
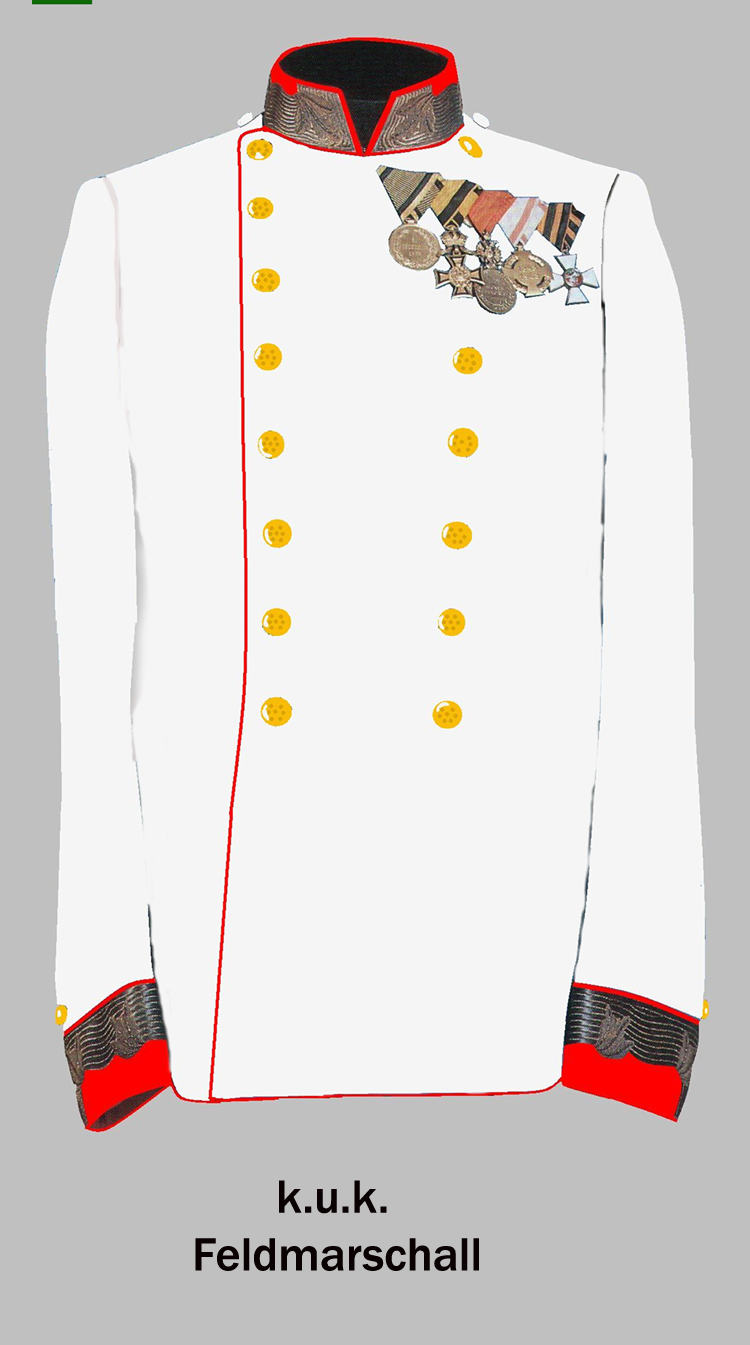
Tábornagy (díszelgő egyenruha)